# Mezinárodní aerosalon ve Farnborough

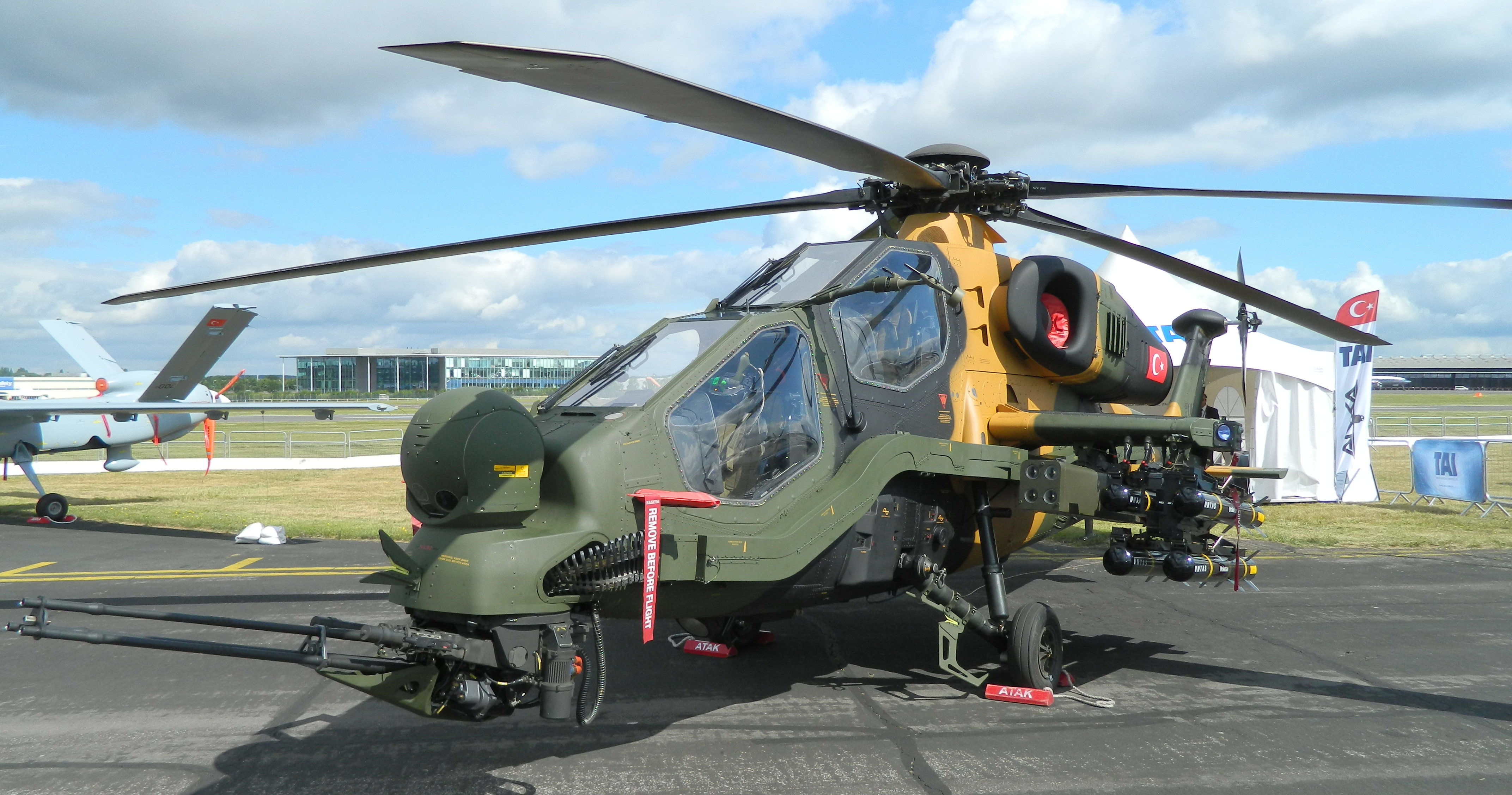
Turecký bitevní vrtulník T-129 předvedený v roce 2014

Mezinárodní aerosalon ve Farnborough (anglicky Farnborough Airshow) je mezinárodní letecká přehlídka zaměřená na letecký a obranný průmysl, spojená s leteckým dnem. Aerosalon se koná každý rok na letišti ve Farnborough v anglickém hrabství Hampshire. Přehlídka trvá týden, přičemž veřejnosti je přístupná až v posledních dvou dnech svého konání (v sobotu a neděli). Aerosalon pořádá organizace Farnborough International Limited, vlastněná společností ADS Group Limited.